# Холбон (станція)
Холбон (рос. Холбон) — станція Могочинського регіону Забайкальської залізниці Росії, розташована на дільниці Каримська — Куенга між станціями Шилка-Пасажирська (відстань — 14 км) і Приіскова (31 км). Відстань до ст. Каримська — 165 км, до ст. Куенга — 67 км; до транзитного пункту Бамівська — 816 км.